# Oedipina complex
Oedipina complex é uma espécie de salamandra da família Plethodontidae. Pode ser encontrada na parte ocidental da América do Sul, desde a Costa Rica, próximo à fronteira com o Panamá, até o oeste da Colômbia e nordeste do Equador.

## Habitat
Normalmente vive em áreas altas, mas não acima dos 800 metros. É bastante comum na Colômbia, onde habita a Ilha Gorgona a altitudes muito baixas, entre 70 e 90 metros de altitude.
Tem hábitos terrestres, sendo encontrada em vegetações cerradas e úmidas (tais como as várzeas das florestas tropicais), não conseguindo sobreviver em áreas degradadas.

## Ameaças
Mesmo sendo classificada como uma espécie pouco preocupante quanto ao seu estado de conservação, sua população está caindo, porém a taxas ainda não alarmantes. As principais ameaças a esta espécie são o desmatamento para a agricultura e para o assentamento humano feitos de forma precipitadas, o que destrói o seu habitat natural. Além de que, a poluição resultante da pulverização de agrotóxicos em plantações ilegais contribui para o envenenamento desta, e de outras espécies.
No Panamá existem áreas de preservação onde é possível encontrar a Oedipina complex, como o Parque Nacional de Cerro Campana, o Parque Nacional Soberania, o Parque Nacional Chagres e o Monumento Nacional Barro Colorado.